# 岩井渓一郎
岩井 渓一郎 （いわい けいいちろう、1953年 - ）は、埼玉県秩父市出身のプロフライフィッシャー。ダイワ・モーリスフィールドテスター。

## 来歴
フライ・フィッシングの世界を日本に広めるため、日本の急な山岳渓流でもドラッグフリーで流れるためのロングティペット・リーダーという技術を広めた。
また、里見栄正らと水中用ニンフフィッシングを分かり易くするためルースニングというウキをつけた釣法も開発している。
一年の活動としてはフライフィッシングスクールやビデオに出演し、イワイモデルといわれるロッド、フィッシングベスト、フックなどをメーカーと提携し販売しプロとして活躍している。

## ロングティペット・リーダー
岩井渓一郎が広めた、フライ・フィッシングの釣法、及びその釣りのラインシステムを指す。
主にドライフライの釣りで用いられ、フライが自然に流れるスタイルと時間が長いほど、魚が違和感無くフライに食いついてくる習性を考慮し、フライフィッシングでハリスとなるティペットの部分を長く取り（通常は9フィート前後に対し、14~18フィート）、本物の水生昆虫が水面上を流れるスタイルを演出する。特に標高差のある複雑な流れの日本の渓流や、魚がフライに神経質になっている状況、中流域での流れの向こう側を釣る際にはその効果を遺憾なく発揮する。ただそのスタイル専用の竿は柔らかめであり、キャスティングに多少の熟練が必要なのと、細いティペット部分が長い分、ライントラブルにもなり易く、使いこなすにはある程度の技量が必要となってくる。

## 出演作品

### VHS
- STEP UP VIDEO MAGAZINE Vol.1 エキスパートへの道 (フリースタイル)
- EXPERT FLY FISHING 岩井渓一郎のフライフィッシング (キロワールド)
- 岩井渓一郎のヒット フライパターン・タイイング (キロワールド)
- "渓流マジック" (1995年10月1日、つり人社) ISBN 4-88536-805-7
- 最新フライパターンタイイング Vol.2 ニンフボックス (1995年12月31日、つり人社) ISBN 4-88536-809-X
- 最新フライパターンタイイング Vol.3　CDCボックス(1996年3月1日、つり人社) ISBN 4-88536-811-1
- 最新フライパターンタイイング Vol.5 ドライフライ・ボックスII (1996年6月1日、つり人社) ISBN 4-88536-817-0
- 岩井渓一郎 in 九州 阿蘇の名川/大野川・白川のフライフィッシング (1997年2月10日、つり人社) ISBN 4-88536-825-1
- ザ・岩井ドリフト　ロングティペット入門 (1997年12月10日、つり人社) ISBN 4-88536-839-1
- ザ・岩井渓一郎ナビゲーション 千曲川 日本のハイプレシャー河川をクリアする (1998年2月10日、つり人社) ISBN 4-88536-842-1
- ザ・岩井渓一郎　ナビゲーション米代川水系 I (1999年12月10日、つり人社) ISBN 4-88536-870-7
- ザ・岩井渓一郎　ナビゲーション寒河江川 (つり人社)
- 岩井渓一郎の新たなる挑戦 ドラッグフリー進化論 (つり人社)
- バスフライ サーフェイスシステム Vol.1 シーバスパニック (2007年4月1日、キロワールド)

### 出演番組
- THE フィッシング（テレビ大阪）
- 釣りビジョン